# ۵۳۶ (قمری)
۵۳۶ (قمری)، پانصد و سی و ششمین سال در گاهشماری هجری قمری است. اول محرم این سال برابر با سیزدهم اوت سال ۱۱۴۱ میلادی است.

## درگذشتگان
10 محرم درگذشت شیخ احمدجامی

## وابسته
- احمد جام